# کوه توکاچی (دایستسوزان)
کوه توکاچی (به ژاپنی: 十勝岳,Tokachi-dake) یکی از کوه‌های استان هوکایدو در ژاپن است. نام این کوه در کتاب فهرست صد کوه معروف ژاپن و فهرست صد کوه پرگل ژاپن آمده‌است. ارتفاع این کوه ۲۰۷۷ متر است. رود توکاچی از این کوه سرچشمه می گیرد و نام کوه نیز از این رود گرفته شده‌است.